# Білл Гуґленд
Білл Гуґленд (англ. Bill Hougland, 20 червня 1930 — 6 березня 2017) — американський баскетболіст.
Олімпійський чемпіон 1952, 1956 років.